# بیسستر
latitudeبیسسترlongitudeبیسستر
بیسستر (به انگلیسی: Bicester) یک شهرک در بریتانیا است که در انگلستان واقع شده‌است.

## خصوصیات
بیسستر ۲۸٬۶۷۲ نفر جمعیت دارد.

## خواهرخوانده
شهر نووی لیگوره خواهرخواندهٔ بیسستر هست.